# Kirill Denisov
Kirill Georgiyevich Denisov (in russo Кири́лл Гео́ргиевич Дени́сов?; Trëchgornyj, 25 gennaio 1988) è un judoka russo.
Nel 2012 ha partecipato ai Giochi olimpici di Londra perdendo però l'incontro valvole per la medaglia di bronzo contro il giapponese Masashi Nishiyama.

## Palmarès
- Mondiali

Rotterdam 2009: argento nei -90kg.
Tokyo 2010: bronzo nei -90kg.
Rio de Janeiro 2013: bronzo nei -90kg.
Astana 2015: argento nei -90kg.
Budapest 2017: bronzo nei -100kg.
Tokyo 2019: bronzo nella gara a squadre.
- Europei

Vienna 2010: bronzo nella gara a squadre.
Istanbul 2011: argento nei -90kg.
Budapest 2013: oro nei -90kg.
Varsavia 2017: bronzo nei -100kg.
- Giochi europei

Baku 2015: oro nei -100kg e bronzo nella gara a squadre.
- Campionati europei cadetti:

Rotterdam 2004: argento nei -73kg.

### Vittorie nel circuito IJF
| Data             | Località       | Paese    | Categoria |
| ---------------- | -------------- | -------- | --------- |
| 5 luglio 2009    | Rio de Janeiro | Brasile  | Gran Slam |
| 18 dicembre 2010 | Qingdao        | Cina     | Gran Prix |
| 31 marzo 2013    | Samsun         | Turchia  | Gran Slam |
| 20 novembre 2016 | Qingdao        | Cina     | Gran Prix |
| 4 dicembre 2016  | Tokyo          | Giappone | Gran Slam |
| 11 marzo 2018    | Agadir         | Marocco  | Gran Prix |